# Buckton
Buckton – osada w Anglii, w hrabstwie East Riding of Yorkshire, w dystrykcie (unitary authority) East Riding of Yorkshire, w civil parish Bempton. Leży 45 km na północ od miasta Hull i 292 km na północ od Londynu. W 1931 roku civil parish liczyła 174 mieszkańców. Buckton jest wspomniana w Domesday Book (1086) jako Bocheton/Bochetone.